# Itsuka
"Itsuka" (いつか) é um single da banda de rock japonesa SID, lançado em 28 de setembro de 2011. A canção foi música de abertura do programa de televisão Countdown TV. 

## Promoção e lançamento
O lançamento e os detalhes do single foram anunciados no início de agosto de 2011. "Itsuka" foi tocada pela primeira vez em 16 de setembro, no programa de rádio Yamada Hisashi's Radian Limited F, junto com "X X X" do L'Arc~en~Ciel. Foi lançado em três edições, uma regular e duas limitadas. As limitadas, chamadas A e B, incluíam um DVD extra contendo uma gravação ao vivo da faixa "NO LDK" na turnê do álbum Dead Stock; essa gravação difere entre as duas versões.
Um comercial do single foi estrelado pelo humorista Jun Itoda. Sid realizou um evento para os compradores do single em seis locais do Japão. O evento consistia em poder passar um tempo com um dos membros da banda, e os seis mil participantes foram escolhidos por sorteio.

## Composição e temas
A faixa título foi composta por Shinji, enquanto o lado B "Akikaze" foi composto por Aki. A revista CD Journal descreveu "Itsuka" como rock com riffs gritantes de guitarra, no entanto, sua melodia é comovente e sentimental, e possui uma letra triste.

## Desempenho comercial
Alcançou a segunda posição na Oricon Albums Chart semanal e ficou na parada por seis semanas. É o nono single mais vendido da banda, de acordo com o ranking da Oricon. Na parada da Tower Records de singles de rock e pop japoneses, também chegou ao segundo lugar.

## Faixas
Todas as letras escritas por Mao. 
| Edição regular |                                           |                |         |  |
| N.º            | Título                                    | Música         | Duração |  |
| 1.             | "Itsuka" (いつか)                         | Shinji         | 4:51    |  |
| 2.             | "Akikaze" (秋風)                          | Aki            | 4:12    |  |
| 3.             | "NO LDK" (Live from Dead Stock Tour 2011) |                | 3:35    |  |
| Duração total: | Duração total:                            | Duração total: | 12:39   |  |

## Ficha técnica
- Mao – vocal
- Shinji – guitarra
- Aki – baixo
- Yūya – bateria